# Desingy
Desingy est une commune française située dans le département de la Haute-Savoie, en région Auvergne-Rhône-Alpes.

## Urbanisme

### Typologie
Au 1er janvier 2024, Desingy est catégorisée commune rurale à habitat dispersé, selon la nouvelle grille communale de densité à sept niveaux définie par l'Insee en 2022.
Elle est située hors unité urbaine. Par ailleurs la commune fait partie de l'aire d'attraction de Genève - Annemasse (partie française), dont elle est une commune de la couronne,. Cette aire, qui regroupe 158 communes, est catégorisée dans les aires de 700 000 habitants ou plus (hors Paris),.

### Occupation des sols
L'occupation des sols de la commune, telle qu'elle ressort de la base de données européenne d’occupation biophysique des sols Corine Land Cover (CLC), est marquée par l'importance des territoires agricoles (69,9 % en 2018), en augmentation par rapport à 1990 (69 %). La répartition détaillée en 2018 est la suivante : 
terres arables (38 %), forêts (28,7 %), prairies (17,9 %), zones agricoles hétérogènes (14,1 %), mines, décharges et chantiers (1,3 %).
L'IGN met par ailleurs à disposition un outil en ligne permettant de comparer l’évolution dans le temps de l’occupation des sols de la commune (ou de territoires à des échelles différentes). Plusieurs époques sont accessibles sous forme de cartes ou photos aériennes : la carte de Cassini (XVIIIe siècle), la carte d'état-major (1820-1866) et la période actuelle (1950 à aujourd'hui).

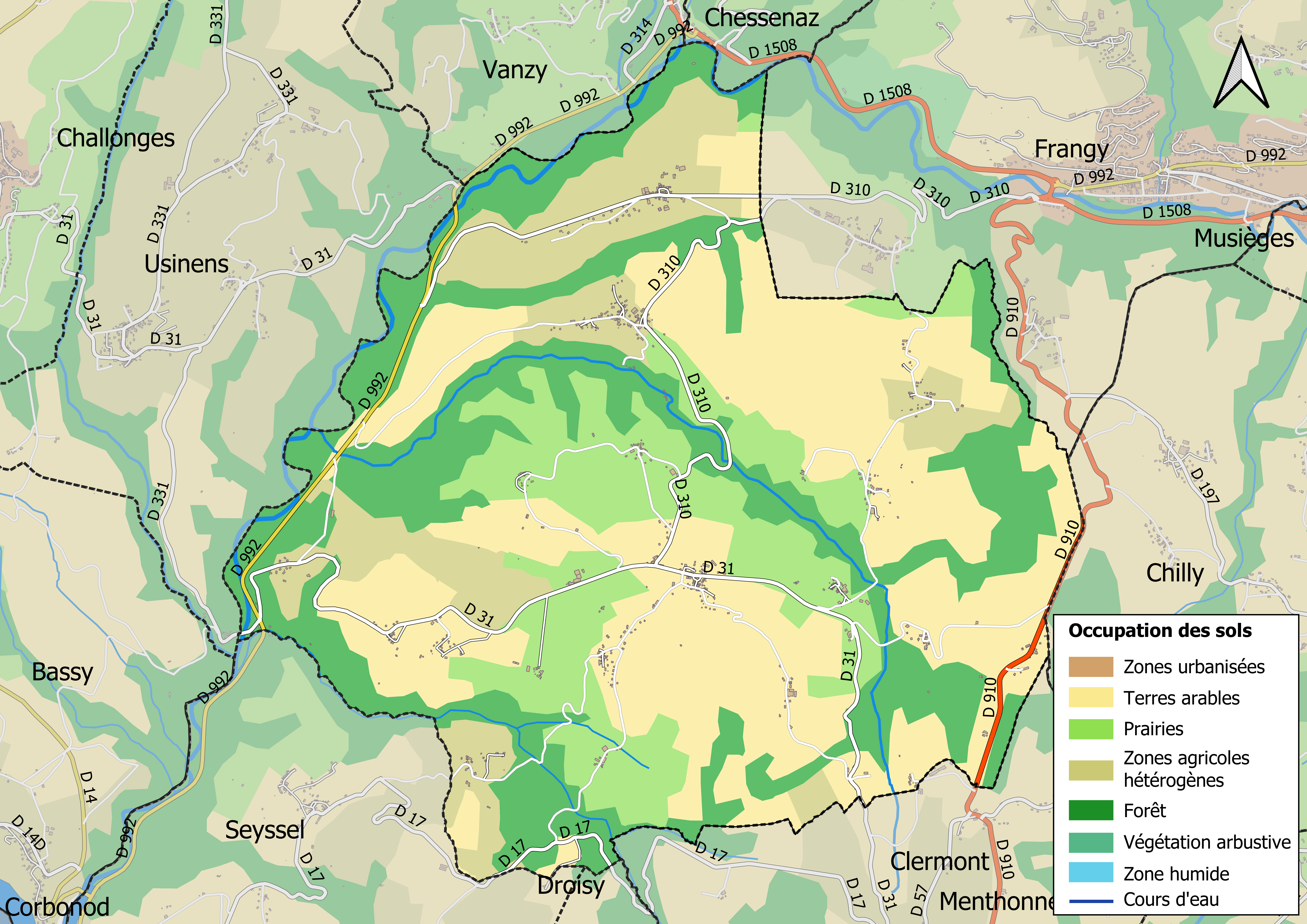
Carte des infrastructures et de l'occupation des sols en 2018 (CLC) de la commune.
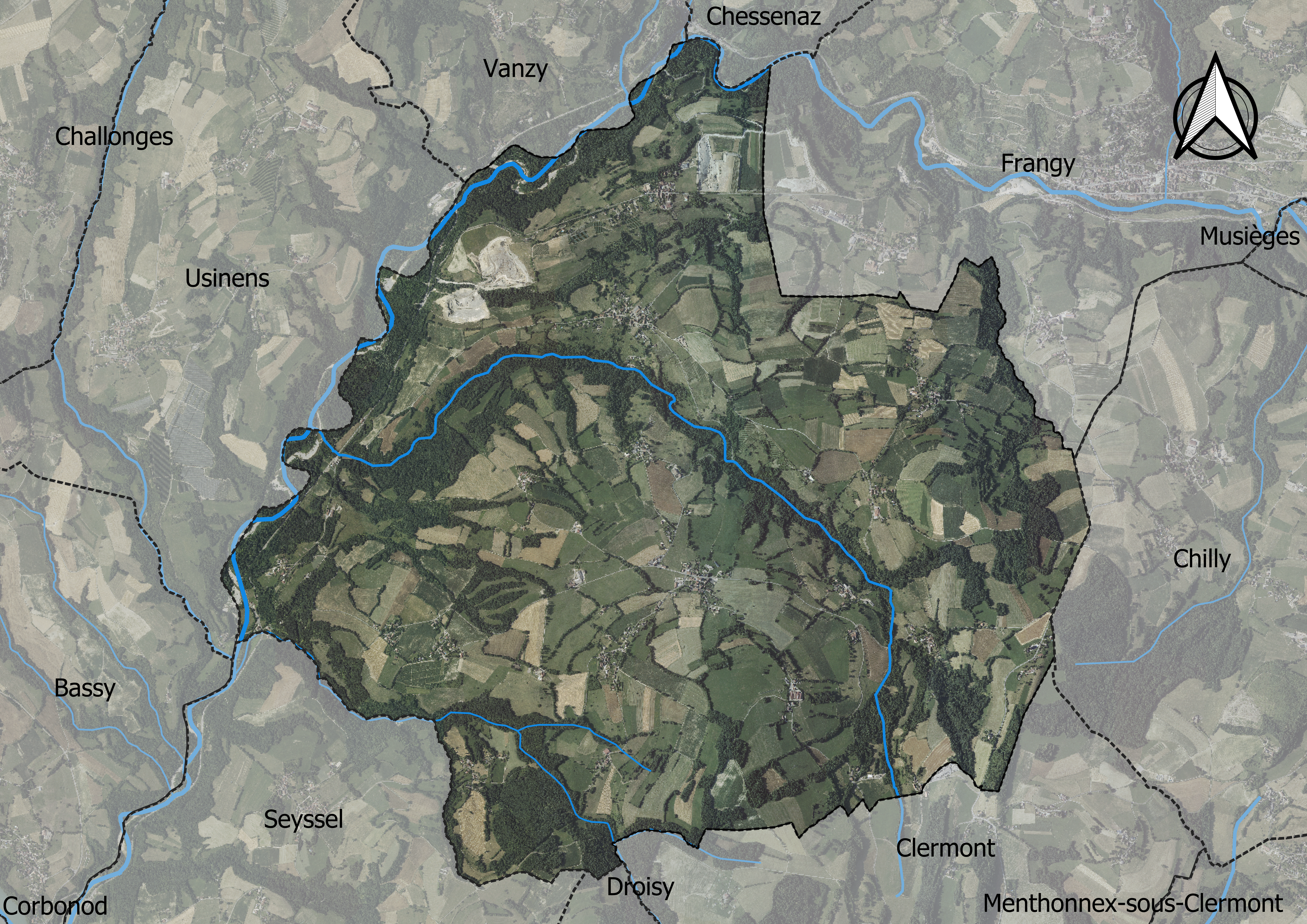
Carte orthophotogrammétrique de la commune.

## Toponymie
En francoprovençal, le nom de la commune s'écrit Dzinzhi (graphie de Conflans) ou Desingi (ORB).

## Histoire
Le 25 octobre 1219 (6 des ides de novembre) signature du traité de Desingy, sous l'arbitrage de Jean de Bernin archevêque de Vienne accompagné d'un grand nombre de personnages : prélats, abbés et gentilshommes entre autres l'évêque Aymon de Granson et le comte Guillaume de Genève. Étaient notamment présents : les abbés d'Aulps et d'Abondance, les prieurs des chartreuses du Reposoir et d'Arvières (en Valromay) de Pomiers, les seigneurs Guillaume de Menthon, Raymond de Rumilly, Pierre de Ternier, Albert de Corapey, Rodolphe de Nangy, Raymond de Duin, Humert de la Roche, Hugues de Cornillon, Humbert de la Tour, Guillaume de Vilette et Thomas de Villette, Jacob de Châtillon, Hugues de Sallenoves, etc. Par ce traité l'archevêque de Vienne impose au comte de Genève, Guillaume II de résider en son château d'Annecy afin de faire cesser ses querelles avec l'évêque de Genève,. Traité qui fut respecté pendant deux siècles. Quand Amédée VIII, duc de Savoie, fut intronisé pendant dix ans pape sous le nom de Félix V cessa ses fonctions au profit d'un nouvel élu Nicolas V, il fut décidé que l'évêque serait toujours élu dans sa parentèle. C'est pourquoi lors de la réforme, l'évêque de Genève (le Genevois étant passé sous la famille de Savoie) se retira avec 2 000 prêtres et religieuses à Annecy qui prit alors son essor.
Le 6 avril 1293, Perronet, métrai de Desingy, reconnaît devoir au chapitre 68 livres 14 sous et 11 deniers genevois pour les revenus qu'il a perçus au nom dudit chapitre, dans la paroisse de Desingy. Sont témoins : Martin de Saint-Germain, Guillaume de Veramulin et Étienne de Compeis, chanoines de Genève. L'acte passé à Desingy est reçu par Perret notaire, et scellé par Jean de Desingy notaire, clerc délégué de l'official.
Le 1er février 1565, par acte Gallois Regard et Janus Regard achètent, tant pour eux que pour leurs neveux Gallois Regard et Janus Regard, tous les droits du chapitre sur les hommes et les terres de Desingy. L'acte est passé par devant le notaire Longi. Le chapitre reçut 400 livres tournois. Ces droits portaient sur 179 familles, dont les noms sont tous relatés dans l'acte. À partir de ce moment, le chapitre de Genève n'eut plus aucune autorité temporelle à Desingy ; mais il resta titulaire de la cure et continua de percevoir les dîmes et d'y tenir un prêtre quelquefois deux, jusqu'à la Révolution française.

### Hameaux

#### Clennaz
Le village de Clennaz, ou Cleyna, originairement dépendance du chapitre de Genève, passe, on ne sait quand, à la maison seigneuriale de Viry-Sallenôves, qui le possédait encore à titre de fief en 1569, époque à laquelle le duc Jacques de Genevois-Nemours vendit la juridiction de Desingy à Gallois Regard, de Clermont, évêque de Bagnorea, et à Janus, son frère, prévôt du chapitre et prieur de Lovagny.

## Politique et administration
| Période     | Période | Identité                | Étiquette | Qualité                                    |
| ----------- | ------- | ----------------------- | --------- | ------------------------------------------ |
| Consulat    |         | Jean-Antoine Jacquemond |           | Agent municipal (maire)                    |
| 1803        | 1809    | M. Moûtier              |           |                                            |
| 1809        | 1824    | Claude de Pelly         |           | Maire, puis syndic                         |
| 1824        | 1836    | André de Genissiaz      |           |                                            |
| 1836        | 1842    | Laurent Laplace         |           |                                            |
| 1842        | 1846    | Laurent Bosson          |           |                                            |
| 1846        | 1850    | Louis Bosson            |           |                                            |
| 1850        | 1855    | Laurent Bosson          |           |                                            |
| 1855        |         | Jacques Buttin          |           |                                            |
| 1861        |         | Félix de Pelly          |           | Avocat                                     |
| 1863        | 1869    | Claude Marie de Pelly   |           | Colonel                                    |
| 1870        |         | Nicolas Laplace         |           |                                            |
| 1871        |         | Jacques Buttin          |           |                                            |
| 1872        |         | Jean Vuarchère          |           |                                            |
| 1876        |         | Camille de Lavenay      |           | Docteur, conseiller général du département |
| 1901        |         | Pierre Tissot           |           |                                            |
| 1904        |         | Jean Fleury             |           |                                            |
| ...         | ...     |                         | ...       | ...                                        |
| 1975        | 1988    | Louis Doche             | ...       | ...                                        |
| 1988        | 1998    | Christian Bovet         | ...       | ...                                        |
| 1998        | 2001    | Gaston Mossaz           | ...       | ...                                        |
| mars 2001   | 2008    | Christian Lefer         | ...       | ...                                        |
| mars 2008   | ...     | Christian Bovet         | ...       | ...                                        |
| À compléter |         |                         |           |                                            |

## Démographie
L'évolution du nombre d'habitants est connue à travers les recensements de la population effectués dans la commune depuis 1793. Pour les communes de moins de 10 000 habitants, une enquête de recensement portant sur toute la population est réalisée tous les cinq ans, les populations de référence des années intermédiaires étant quant à elles estimées par interpolation ou extrapolation. Pour la commune, le premier recensement exhaustif entrant dans le cadre du nouveau dispositif a été réalisé en 2005.

En 2022, la commune comptait 759 habitants, en évolution de −5,48 % par rapport à 2016 (Haute-Savoie : +6,01 %, France hors Mayotte : +2,11 %).
| 1793 | 1800 | 1806 | 1822  | 1838  | 1848  | 1858  | 1861  | 1866  |
| ---- | ---- | ---- | ----- | ----- | ----- | ----- | ----- | ----- |
| 785  | 884  | 980  | 1 290 | 1 405 | 1 577 | 1 442 | 1 522 | 1 488 |

| 1872  | 1876  | 1881  | 1886  | 1891  | 1896  | 1901  | 1906  | 1911  |
| ----- | ----- | ----- | ----- | ----- | ----- | ----- | ----- | ----- |
| 1 488 | 1 504 | 1 362 | 1 309 | 1 274 | 1 284 | 1 184 | 1 082 | 1 036 |

| 1921 | 1926 | 1931 | 1936 | 1946 | 1954 | 1962 | 1968 | 1975 |
| ---- | ---- | ---- | ---- | ---- | ---- | ---- | ---- | ---- |
| 908  | 824  | 812  | 694  | 610  | 573  | 521  | 475  | 474  |

| 1982 | 1990 | 1999 | 2005 | 2006 | 2010 | 2015 | 2020 | 2022 |
| ---- | ---- | ---- | ---- | ---- | ---- | ---- | ---- | ---- |
| 450  | 512  | 603  | 695  | 697  | 792  | 799  | 775  | 759  |

## Culture locale et patrimoine

### Lieux et monuments
- Église Saint-Laurent

L'église est considérée comme l'une des plus vieilles du département (XIIe siècle).
« Elle offre un des spécimens les plus caractéristiques de l'architecture dite romane, telle qu'on la pratiquait à la fin du XIe siècle et au XIIe, époque de transition entre le roman pur et le style ogival ou gothique ».
« La forme est celle d'une croix latine exactement orientée. Le chœur, en quart de sphère est légèrement dévié à gauche et percé de trois étroites baies à plein cintre. D'après quelques auteurs, cette déviation serait symbolique : elle représenterait l'inclinaison de la tète de Jésus sur la croix. Quoi qu'il en soit de cette opinion, peut-être imaginée après coup, il est certain que la déviation du chœur a été intentionnelle, car elle se retrouve dans la plupart des églises construites à cette époque ».
« Les nervures de la voûte des chapelles ou croisillons sont supportées aux quatre coins par des modillons ou chapiteaux dont six sont sculptés en têtes d'hommes d'une expression étrange.

Les nervures sont en tiers-point et à section trapézoïdale. Le transept est surmonté d'une voûte à plein cintre flanquée de quatre grands arcs doubleaux sans aucun ornement ; elle est supportée par quatre pilastres carrés ornés seulement d'une demi-corniche aujourd'hui toute ébréchée. »
« Le croisillon méridional est appelé la chapelle de Pelly, et c'est la famille de ce nom qui y faisait, à ses frais, les réparations nécessaires. Sur la clef de voûte est sculpté l'écusson de Pelly. Il n'y a point actuellement d'autel, mais il y en avait un autrefois.

Le croisillon nord a conservé le nom de chapelle de Vars. Il était censément la propriété des Regard de Clermont de Vars, en leur qualité de possesseurs du château de la Tour au XIXe siècle ; au XVIIIe, c'était la famille Baytaz de Doucy, propriétaire de cette même Tour et s'intitulant seigneurs de Desingy, à qui était dévolue la possession de ladite chapelle. »
« II y avait une autre chapelle latérale, en arrière du croisillon nord, sous le vocable de sainte Catherine : elle était du patronage de la famille de Varax, de Planaz, qui en présentait les recteurs à la nomination de l'évêque. Cette chapelle est démolie, mais on voit encore un rang de ses dalles dans le mur nord de l'église, en face de la porte de la cure, et l'on distingue au-dessus, malgré le badigeon, la voûte supérieure pratiquée autrefois dans le mur pour faire communiquer cette chapelle avec l'intérieur de l'église. »
« Le clocher, situé au-dessus du transept dont il occupe toute la largeur, a d'élégantes fenêtres géminées aux arcatures étroites séparées par des colonnettes dont les chapiteaux à crochet sont d'un beau travail. Deux seulement de ces charmantes fenêtres subsistent ; les autres ont été remplacées par des baies communes sans ornement. »
« La famille de Pelly jouissait du privilège d'avoir son tombeau au-devant du maître-autel. »

### Héraldique
| Blason de Desingy | Blason  | Parti : au 1er mi-parti, équipollé d'or et d'azur, au 2d d'azur à un parchemin d'argent chargé d'un calice du champ ; le tout enfermé dans une bordure de gueules chargée de dix-huit tours d'argent, maçonnées, ouvertes et ajourées de sable,.                                                                                      |
| Blason de Desingy | Détails | Le premier est aux armes du Genevois. Le parchemin rappelle les traités signés à Desingy en 1168 et 1219, et où le calice est attribut de saint Laurent, patron de la paroisse locale. Enfin, les 18 tours sont pour les 18 châteaux qui ont existé sur le territoire de la commune. Le statut officiel du blason reste à déterminer. |